# The Beatnuts: Street Level
Albums de The Beatnuts
Intoxicated Demons: The EP
(1993) Stone Crazy
(1997)
Singles
1. Props Over Here
Sortie : 1994
2. Hit Me with That
Sortie : 1994

The Beatnuts: Street Level est le premier album studio des Beatnuts, sorti le 21 juin 1994.
L'album est entièrement produit par les Beatnuts, à l'exception de Ya Don't Stop, produit par Lucien, et Are You Ready, par V.I.C..
Il s'est classé 3e au Billboard Heatseekers, 28e au Top R&B/Hip-Hop Albums et 182e au Billboard 200.

## Liste des titres
| No  | Titre                                | Contient un (des) sample(s) de | Durée |
| --- | ------------------------------------ | --- | ----- |
| 1.  | Intro                                | Sweet Nothin's de Brenda Lee Wooly Bully de Sam the Sham and the Pharaohs Psycho Dwarf des Beatnuts Quality & the Bushmen Off the Top des Beatnuts                                              | 1:47  |
| 2.  | Ya Don't Stop                        | Smilin' Billy Suite Pt. II des Heath Brothers So What'cha Want (All the Way Live Freestyle Version) des Beastie Boys My Melody d'Eric B. and Rakim Reign of the Tec des Beatnuts                | 3:06  |
| 3.  | Props Over Here                      | Wee Tina de Donald Byrd et Booker Little Upon This Rock de Joe Farrell Rammellzee and Shock Dell at the Amphitheatre de Rammelzee et Shock Dell featuring Grand Mixer DST The Bridge de MC Shan | 3:59  |
| 4.  | Hellraiser                           | Here You Are de Glass Prism Leave Me Alone de Michael Jackson New World de Woody Shaw Dear Yvette de LL Cool J Reign of the Tec des Beatnuts                                                    | 3:10  |
| 5.  | Are You Ready (featuring Grand Puba) | Honky Tonk (1969) de Bill Doggett | 3:14  |
| 6.  | Superbad                             | Melody de Serge Gainsbourg Cannon Raps du Cannonball Adderley Quintet Reign of the Tec des Beatnuts                                                                                             | 3:57  |
| 7.  | Straight Jacket                      | Rainmaker de Harry Nilsson Boomp Boomp Chomp des Sons of Champlin Da Mystery of Chessboxin' du Wu-Tang Clan The New Style des Beastie Boys                                                      | 3:57  |
| 8.  | Let off a Couple                     | Love and Happiness de Monty Alexander Tonight's Da Night de Redman | 1:43  |
| 9.  | Rik's Joint (featuring Miss Jones)   | Again d'Hugo Montenegro Freelance de Grandmaster Flash Hollis Crew (Krush Groove 2) de Run–D.M.C.                                                                                               | 4:01  |
| 10. | Fried Chicken                        | The Body Rock des Treacherous Three Go Stetsa I de Stetsasonic Hawaii des Cenobites featuring Bobbito                                                                                           | 3:57  |
| 11. | Yeah You Got Props                   | Toys (Live) de Herbie Hancock | 3:29  |
| 12. | Get Funky                            | Painted Desert de Roy Ayers El Burrito Sabanero de La Rondallita featuring Ricardo Cuenci Tramp d'Otis Redding et Carla Thomas Nobody Beats the Biz de Biz Markie featuring T.J Swan            | 3:37  |
| 13. | Hit Me with That                     | Holy Thursday de David Axelrod Love and Happiness de Monty Alexander Wu-Tang: 7th Chamber du Wu-Tang Clan                                                                                       | 3:36  |
| 14. | 2-3 Break (featuring Gab Gotcha)     | Bitches Brew de Miles Davis Two, Three, Break des B-Boys La Di Da Di de Doug E. Fresh et Slick Rick AJ Scratch de Kurtis Blow                                                                   | 3:17  |
| 15. | Lick the Pussy                       | In the Mood de Tyrone Davis | 4:18  |
| 16. | Sandwiches                           | Party de Van McCoy Something You Got de Chuck Jackson et Maxine Brown | 1:33  |
| 17. | Psycho Dwarf                         | | 5:25  |